# Aléxandros Kontoúlis
Aléxandros Kontoúlis (en grec moderne : Αλέξανδρος Κοντούλης), né le 10 janvier 1859 à Éleusis, en Grèce, et mort le 22 août 1933 à Athènes, est un militaire et un diplomate grec d'origine arvanite.

## Biographie
Âgé de 20 ans, Aléxandros Kontoúlis participe à la révolte épirote de 1878 contre l'Empire ottoman. Emprisonné durant deux ans, il rejoint l'armée grecque après sa libération par les Turcs. Formé à l'École des Évelpides, dont il sort lieutenant d'infanterie en 1885, il participe, l'année suivante, aux escarmouches entre la Grèce et l'Empire ottoman, en Thessalie.
Promu lieutenant en 1895, il sert ensuite durant la Guerre de trente jours et se distingue à la bataille de Velestino. Fait capitaine en 1899, Aléxandros Kontoúlis devient, avec Pavlos Melas, l'une des figures majeures du nationalisme grec, ce qui le conduit à prendre part aux rivalité bulgaro-gréco-serbe en Macédoine (1904). Attaché à ses origines arvanites, il combat aussi aux côtés des nationalistes albanais, en 1911. 
De retour en Grèce au moment des Guerres balkaniques, Aléxandros Kontoúlis sert en Épire, où il est nommé quelque temps gouverneur de Koritza.
Pendant la Première Guerre mondiale, il reste fidèle à Constantin Ier et prend part aux « Vêpres grecques » contre les Français. Écarté de l'armée après la prise de pouvoir d'Elefthérios Venizélos, il n'y revient qu'avec le retour du roi à Athènes. Il prend alors part à la Guerre gréco-turque, durant laquelle l'armée hellène est défaite. Promu lieutenant-général en 1921, il se retire de l'armée deux ans plus tard, au moment de la « Grande Catastrophe ».
Il termine sa carrière comme ambassadeur de Grèce en Albanie, entre 1925 et 1926.